# Герб Адигеї

Герб Республіки Адигея

Герб Республіки Адигея є державним символом Республіки Адигея. Прийнятий Парламентом Республіки 24 березня 1994 року. Зареєстрований за №163 у Геральдичному регістрі РФ.

## Опис
Герб являє собою коло, зверху обрамлене стрічкою з написом "Республіка Адигея" на російській і адигейській мовах. У середині ленти — більша зірка, з бічних сторін — листи дуба, клена (ліворуч), золотаві колосся пшениці, качани кукурудзи (праворуч). Коло замикається абревіатурою слів "Російська Федерація" — буквами РФ, над якими зображений національний стіл — ане із хлібом і сіллю. У середині кола — головний герой нартського епосу Сосруко на вогненному коні, що летить.
У руці вершника — палаючий смолоскип, який богатир викрав у богів для блага людей. Промені від цього вогню як би розсипаються по небозводу дванадцятьма зірочками. Поле вершника на коні символізує політ молодої республіки в майбутнє, до прогресу. Пооране поле, стіл із хлібом—сіллю разом з колоссями, що перебувають у гірлянді герба, пшениці й проса, качаном кукурудзи, голова бика символізують багатство республіки, створене працею її народу. Зображення гір, ріллі, листів клена й дуба характеризують географічні й природні особливості республіки, що розташована вона на мальовничих північних схилах Кавказького хребта й долинах річок Кубані й Лаби й родючій Прикубанській рівнині, говорять про лісові багатства краю. Зображена у верхній частині герба більша п'ятипроменева зірка персоніфікує єднання й братерство багатонаціонального населення Республіки Адигея.